# Thaumasura nelsoni
Thaumasura nelsoni är en stekelart som beskrevs av Girault 1932. Thaumasura nelsoni ingår i släktet Thaumasura och familjen puppglanssteklar. Inga underarter finns listade i Catalogue of Life.